# Брегенц (округ)
Бецирк Брегенц — округ Австрійської федеральної землі Форарльберг.

## Адміністративний поділ
Округ поділено на 40 громад, з яких 1 міста, а ще 4 — ярмаркові містечка.
Міста
1. Брегенц (28,012)

Містечка
1. Бецау (1,976)
2. Гард (12,696)
3. Лаутерах (9,612)
4. Вольфурт (8,173)

Сільські громади
1. Альбершвенде (3,139)
2. Андельсбух (2,356)
3. Ау (1,684)
4. Більдштайн (714)
5. Біцау (1,015)
6. Бух (556)
7. Дамюльс (324)
8. Дорен (1,024)
9. Егг (3,452)
10. Айхенберг (379)
11. Фусах (3,726)
12. Гайсау (1,700)
13. Гіттізау (1,852)
14. Гехшт (7,764)
15. Гоенвайлер (1,261)
16. Гербранц (6,357)
17. Кеннельбах (1,860)
18. Крумбах (2,252)
19. Ланген (1,300)
20. Лангенегг (1,066)
21. Лінгенау (1,341)
22. Лохау (5,490)
23. Меллау (1,311)
24. Міттельберг (5,013)
25. Меггерс (517)
26. Ройте (611)
27. Ріфенсберг (1,024)
28. Шнепфау (472)
29. Шоппернау (934)
30. Шрекен (228)
31. Шварцах (3,746)
32. Шварценберг (1,822)
33. Зібратсгфелль (395)
34. Зульцберг (1,760)
35. Варт (1,521)

## Демографія
Населення округу за роками за даними статистичного бюро Австрії

## Виноски
1. ↑  Statistik Austria. Архів оригіналу за 2 травня 2015. Процитовано 23 червня 2013.

| Австрія | Це незавершена стаття з географії Австрії. Ви можете допомогти проєкту, виправивши або дописавши її. |